# Школьний Олександр Ігорович
Олекса́ндр І́горович Школьний (* 1984) — майор Збройних сил України, учасник російсько-української війни.

## З життєпису
Брав участь у рейді 95-ї бригади. Воював за Красний Лиман, Бірюкове, Свердловськ (Довжанськ), Дмитрівку, Піски, Водяне, Маріуполь.

## Нагороди
За особисту мужність і героїзм, виявлені у захисті державного суверенітету та територіальної цілісності України, вірність військовій присязі під час російсько-української війни капітан Олександр Школьний нагороджений
- орденом Богдана Хмельницького III ступеня (4.12.2014).